# Der blaue Regenschirm
Der blaue Regenschirm (Originaltitel The Blue Umbrella) ist ein Computeranimations-Kurzfilm der Pixar Animation Studios, der 2013 als Vorfilm zu Die Monster Uni lief. Der deutsche Regisseur Saschka Unseld schrieb das Drehbuch und führte auch Regie.

## Handlung
Der Film spielt in einer Großstadt an einem regnerischen Abend, der Regen bringt die leblosen Gegenstände auf der Straße zum Klingen, die Menschen huschen unter ihren dunklen Regenschirmen über die Gehwege.
In der Masse der grauen und schwarzen Regenschirme tauchen ein weiblicher roter und ein männlicher blauer Regenschirm mit Gesichtern auf. Als der blaue Schirm, der sich freudig überall umgeschaut und in Alltagsgegenständen freundliche Gesichter erblickt hat, die er grüßt und bestaunt, den roten bemerkt, versucht er, ihm näher zu kommen. Dieser lächelt ihn schelmisch von der Seite an und schon ist es um den blauen Schirm geschehen, er hat sich verliebt. Nicht nur, dass die Besitzer der Schirme sich voneinander entfernen, erfasst den blauen Schirm auch noch eine gewaltige Windböe und trägt ihn davon. Nun versuchen die plätschernden Regenrinnen, gurgelnden Gullis, Briefkästen, U-Bahn-Schächte und Baustellenschilder, ihm zu helfen, was fast gelingt – er wird jedoch überfahren. Verbogen, traurig und schmutzig liegt er auf der Straße.
Sein Besitzer und die Besitzerin des roten Regenschirms finden ihn jedoch und setzen sich mit ihren aufgespannten Regenschirmen vor ein Café. Der blaue und der rote Schirm genießen ihr dichtes Beisammensein sehr.

## Produktion

### Hintergrund
Laut Unseld, Absolvent der Filmakademie Baden-Württemberg, erdachte er die Geschichte, nachdem er in San Francisco einen verwehten Regenschirm gefunden hatte. Unseld war zuvor Camera- und Staging Artist für Brave, Cars 2 und Toy Story 3. Die Idee zum Film stammte von ihm. Für Pixar stellte es eine Premiere dar, dass jemanden aus dem technischen Bereich die künstlerische Führung eines Films übertragen wurde. Auch für Unseld selbst war es eher ungewöhnlich, wie er zugab, eine Idee an das Development Team und John Lasseter zu pitchen.

### Ausführung
Unselds Team fotografierte für die Konzeption diverse leblose Gegenstände in New York City, San Francisco, Chicago und Paris. Der Film verwendet künstliche Pareidolie, damit der Zuschauer Gesichter in diesen Gegenständen erkennt. Pixars Renderingsystem wurde für diesen Film um Algorithmen für Licht und Reflexionen erweitert, die eine natürliche Straßenumgebung wiedergeben, ein Effekt der als Globale Beleuchtung bezeichnet wird. Zum Fotorealismus bemerkte John Lasseter, dass man bei Pixar nie versucht habe, fotorealistische Bilder zu erschaffen. Man habe stattdessen Programme verwendet, bei denen der Zuschauer von Anfang an gewusst habe, dass sie nicht existent seien. The Blue Umbrella stelle da eine 180 Grad-Abkehr von der üblichen Pixar-Philosophie dar. Neben der Simulation der Lichtwechselwirkung von Objekten und Oberflächen (sogenannte Global Illumination), die erst ein realistisches Aussehen möglich macht, musste sich das Animationsstudio auch mit anderen Techniken aus dem VFX-Bereich befassen wie dem Deep Compositing.
Steve May, Leiter des Technologie Departments, gab preis, dass man bei Pixar zuvor gar nicht über die Computerkapazitäten und auch nicht über das Know-how verfügt habe, um Algorithmen zu verwenden, die einen entsprechenden Fotorealismus möglich hätten machen können.

## Veröffentlichung
Der blaue Regenschirm wurde am 12. Februar 2013 auf den Internationalen Filmfestspielen in Berlin uraufgeführt. Danach lief er als Vorfilm zu dem Animationsfilm Die Monster Uni, der in den USA am 8. Juni 2013 Premiere hatte. Diese fand in Anwesenheit des deutschstämmigen Regisseurs Unseld und des Produzenten Marc Greenberg statt.
Veröffentlicht wurde der Film auch in Portugal, Brasilien, Ungarn, Frankreich, im Vereinigten Königreich, in Thailand, Italien und Finnland sowie in Spanien, Griechenland, Kanada, Polen, Serbien und in Russland.
Der Film ist als Extra auf der DVD des Animationsfilms Die Monster Uni enthalten, die am 14. November 2013 vom Walt Disney Studio herausgegeben wurde.

## Rezeption

### Kritik
Moviescape meinte die „titelgebenden Regenschirme“ seien „eher klassisch animiert“, was eines „gewissen Charme[s]“ nicht entbehre. Die Geschichte sei „ruhig und lebe vor allem durch die Inszenierung und die Kraft der Bilder“. Weiter hieß es: „Nett, aber nicht überraschend. Schön, aber nicht herzergreifend.“ Und abschließend, „am Ende“ werde „vor allem die grandiose Optik in Erinnerung bleiben – und die Frage, ob man von Pixar demnächst einen Film in fotorealistischem Look zu sehen bekommen“ werde. Wertung: 8 von 10 möglichen Punkten.
Die FBW, die dem Film das Prädikat „besonders wertvoll“ verlieh, verwies darauf, dass Pixar-Kurzfilme „schon immer“ durch ihre „originellen Ideen und ihre liebevollen Figuren überzeugt“ hätten. Auch mit diesem Film „gelinge es den Machern, einem Objekt durch wenige Striche nicht nur Leben, sondern auch Persönlichkeit einzuhauchen“. Abschließend befand man: „Ein bezauberndes und beschwingt kurzweiliges Animationsvergnügen.“
Die Seite berlinale.de/Filmdatenblatt schrieb, die Macher von Pixar würde es wie keine anderen Animationskünstler verstehen, „Gegenstände zum Leben zu erwecken, um emotional mitreißende Geschichten zu erzählen“.

### Auszeichnung
Deutsche Film- und Medienbewertung (FBW)
- 2013 Auszeichnung des Films mit dem Prädikat „Besonders wertvoll“